# Вильбишо
Вильбишо́ (фр. Villebichot) — коммуна во Франции, находится в регионе Бургундия. Департамент коммуны — Кот-д’Ор. Входит в состав кантона Нюи-Сен-Жорж. Округ коммуны — Бон.
Код INSEE коммуны — 21691.

## Население
Население коммуны на 2010 год составляло 377 человек.
| 1962 | 1968 | 1975 | 1982 | 1990 | 1999 | 2010 |
| ---- | ---- | ---- | ---- | ---- | ---- | ---- |
| 207  | 199  | 208  | 227  | 275  | 272  | 377  |

## Экономика
В 2010 году среди 240 человек трудоспособного возраста (15—64 лет) 186 были экономически активными, 54 — неактивными (показатель активности — 77,5 %, в 1999 году было 76,1 %). Из 186 активных жителей работали 181 человек (97 мужчин и 84 женщины), безработных было 5 (1 мужчина и 4 женщины). Среди 54 неактивных 13 человек были учениками или студентами, 27 — пенсионерами, 14 были неактивными по другим причинам.